# فلسفه سلامت
فلسفه سلامت (به انگلیسی: philosophy of healthcare)، به مطالعه اخلاقیات، پروسه‌ها و افرادی که در پروسه سلامت انسان‌ها دخیل هستند می‌پردازد. (گرچه دغدغه‌های مرتبط با دامپزشکی حایز اهمیت هستند، اما در این مقاله به روش‌شناسی‌ها و روش‌های این بخش نپرداخته). با این حال، بهترین رویکرد برای مطالعه اکثریت بخش‌های فلسفه سلامت این است تا به عنوان بخش جدایی ناپذیر ساختارهای اجتماعی بشر مورد مطالعه قرار گیرد؛ بنابراین، نهادهای اجتماعی سلامت را می‌توان به عنوان پدیده ضروری تمدن بشری دانست، که به موجب آن افراد پیوسته می‌کوشند تا ماهیت کلی یا کیفیت زندگی خود را بهبود بخشند یا تغییر دهند. این دغدغه که برای سالیان وجود داشته، به خصوص در آزادی‌خواهی سیاسی مدرن جایگاه برجسته‌ای داشته‌است، و در آن اهمیت سلامت به عنوان نیاز اساسی برای زندگی عامه مردم درک شده‌است.
فلسفه سلامت اساساً به پرسش‌های بنیادی ذیل می‌پردازد:
- چه کسی مستحق و/یا نیازمند مراقبت‌های سلامتی است؟ آیا سلامت یک حق بنیادین همه افراد است؟
- چه چیزی باید هنگام محاسبه هزینه‌های معالجه، بستری شدن در بیمارستان، دارو و غیره به عنوان مبنا قرار گیرد؟
- سلامت چگونه می‌تواند به بهترین نحو مدیریت شود تا بیشترین تعداد مردم را تحت پوشش خود قرار دهد؟
- چه پارامترهایی برای کارآزمایی بالینی و تضمین کیفیت لازم اند؟
- اگر قرار باشد کسی تصمیم بگیرد؛ چه کسی می‌تواند در رابطه با مریضی که نیاز به «مرگ تسهیل شده» (مرگ طبیعی با فراهم نمودن دارو به دلیل لاعلاج بودن مریضی بیمار) دارد، تصمیم بگیرد؟

با این حال، سؤالی که از همه سؤالات مهم‌تر است این است: «سلامت چیست؟». هرگونه بحث در مورد سلامت مبهم و بی حد و حصر خواهد بود، مگر اینکه به این پرسش پرداخته شود. به عنوان مثال، مداخله سلامت دقیقاً چیست؟ مثلاً، چه چیزی سلامت را از مهندسی یا تدریس متمایز می‌سازد؟ آیا موضوع سلامتی «ایجاد خود مختاری» است یا عمل کردن بر مبنای منافع علیای مردم؟ یا هر دو؟ «فلسفهِ» هر چیزی مستلزم پرسیدن سوال‌های اساسی فلسفی است، که در این رابطه مثلاً توسط دیوید سیدهاوز پرسیده شده‌است.
سر انجام هدف، مقصد و مفهوم فلسفه سلامت عبارت از تدوین معلومات فراوان در زمینه‌های دایم التغییر بیوتکنولوژی، طب و پرستاری می‌باشد. با دیدن این که بخش سلامت همواره در صدر مصارف بودجه دولت قرار می‌گیرد، پیدا کردن درکی وسیعتر از سلامت، نه تنها به عنوان یک نهاد اجتماعی بلکه به عنوان نهادی سیاسی نیز اهمیت پیدا می‌کند. افزون بر آن، فلسفه سلامت می‌کوشد تا محرکین اصلی نظام‌های سلامت را برجسته سازد؛ همچون پرستاران، پزشکان، پیراپزشکان مدیران بیمارستان‌ها، شرکت‌های بیمه سلامت (HMO و PPOها)، دولت (مدیکر و مدیکید) و در نهایت خود بیماران.

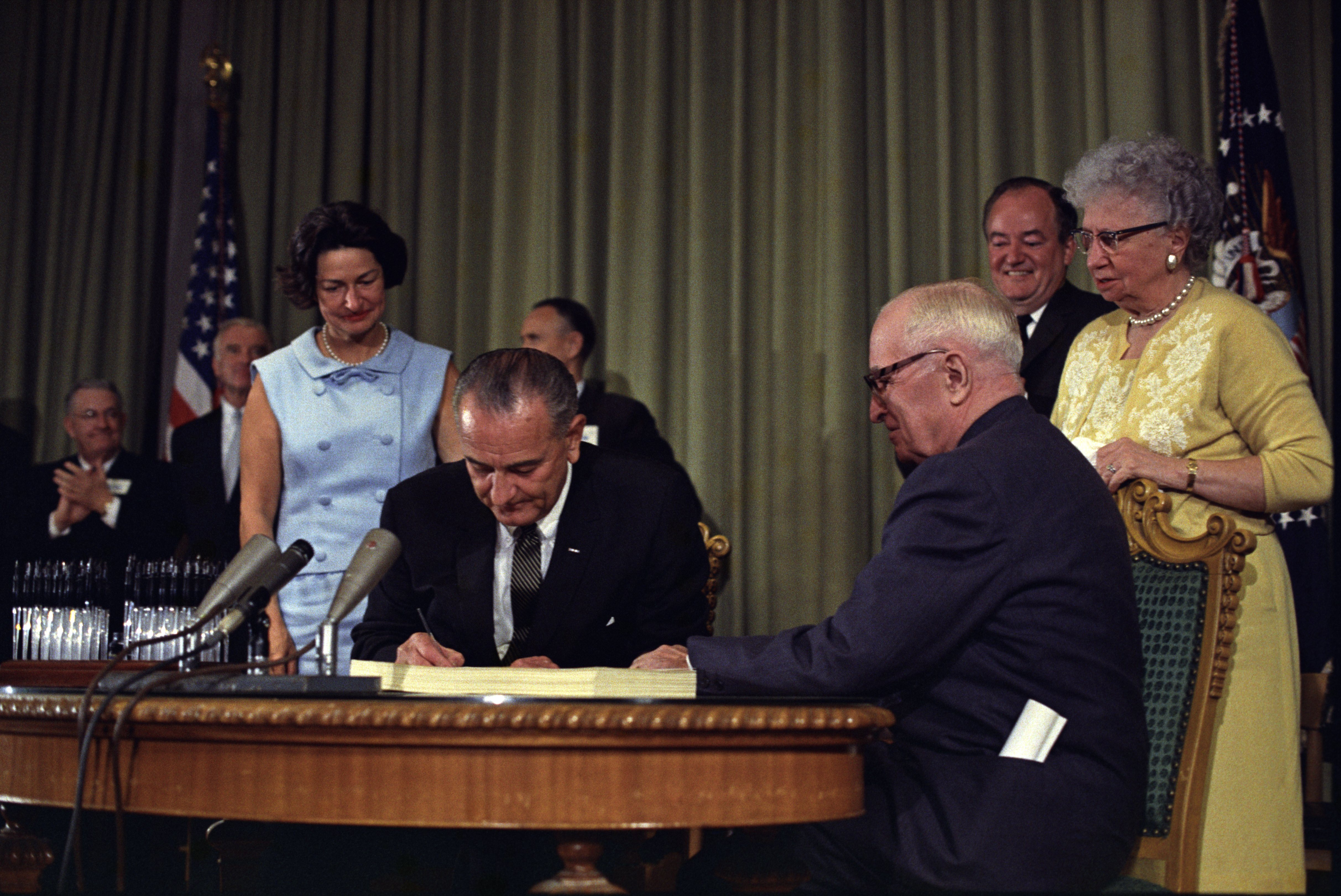
پرزیدنت جانسون در حال امضای لایحهٔ مدیکر برای ایالات متحده. هری ترومن و همسرش بس در منتها علیه سمت راست تصویر اند (۱۹۶۵ میلادی)

## اخلاق سلامت

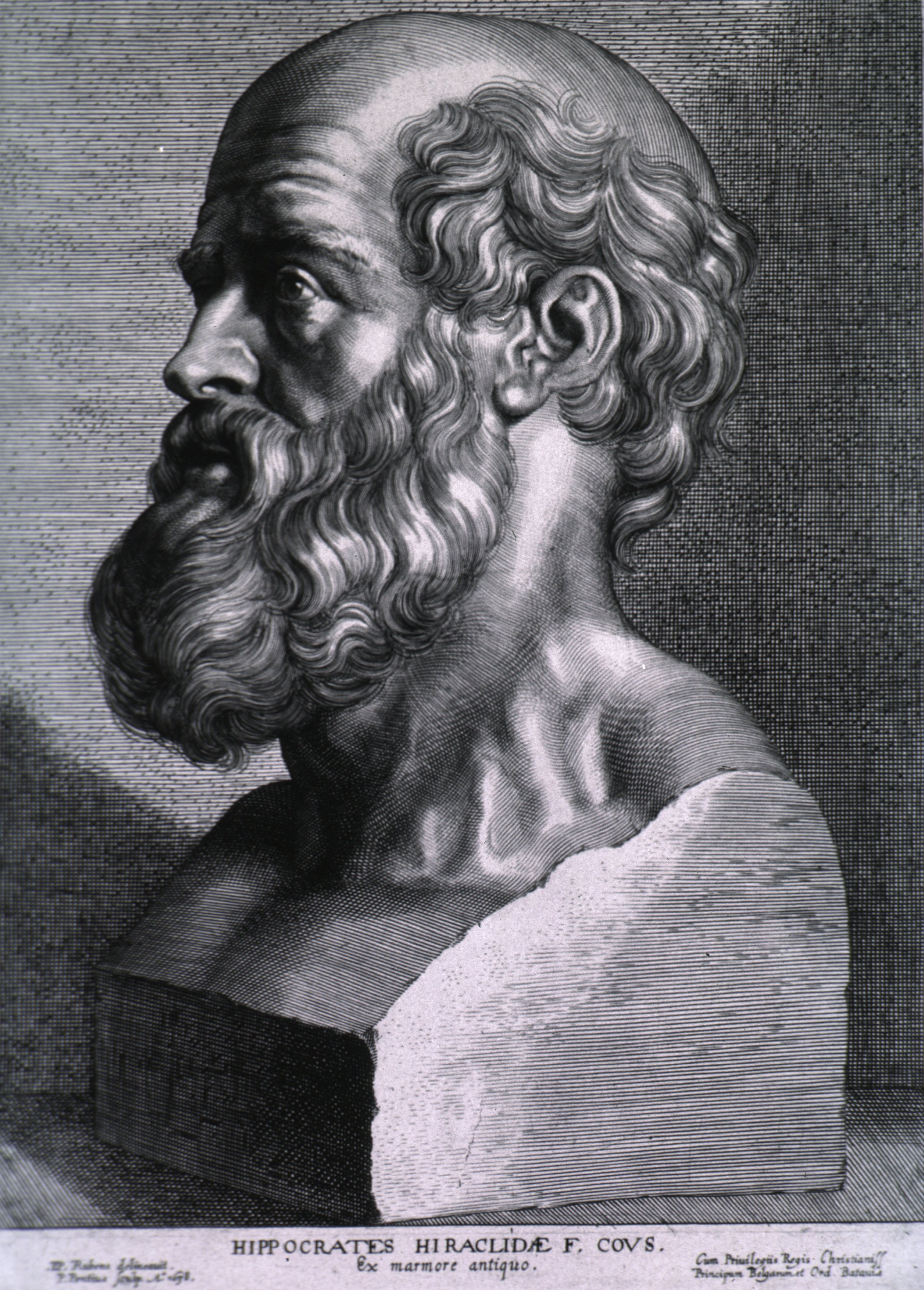
بقراط، پزشک یونان باستان را به عنوان پدر پزشکی غربی می‌شناسند.

بحث‌های اخلاقی و معنوی سلامت بسیار مغلق و پیچیده هستند. برای تحکیم چنین یک بخش بزرگی از فلسفه اخلاق، تمرکز روی این مطلب که چه چیزی اخلاق مراقبت‌های سلامتی را از سایر انواع اخلاق متمایز می‌سازد، اهمیت می‌یابد. به‌طور کلی می‌توان گفت که خود سلامت یک نهاد «ویژه» در جامعه است. با توجه به آنچه گفته شد، باید به سلامت، در مقایسه با سایر پدیده‌های اجتماعی در جامعه، رفتار متفاوتی صورت گیرد. این همان نهادی است که ما چه بخواهیم یا نه، بخشی از آن هستیم. بالاخره در مقطعی از زندگی هر فرد، باید در مورد سلامت اش تصمیماتی اتخاذ شود: آیا آنها توان پرداخت هزینه را دارند؟ آیا آنها مستحق هستند؟ آیا به آن نیاز دارند؟ آنها برای دریافت خدمات سلامت باید به کجا بروند؟ آیا اصلاً این خدمات را می‌خواهند؟ و همین سؤال اخیر است که بزرگ‌ترین دو راهی که یک شخص می‌تواند به آن روبرو شود را در مقابلش قرار می‌دهد. بعد از سبک‌سنگین کردن تمامی هزینه‌ها و مزایای وضعیت سلامتی خود، یک شخص باید تصمیم بگیرد که آیا هزینه دریافت سلامت از مزایای آن بیشتر است یا خیر. در این پرسش سخت، صرفاً مسائل ابتدایی اقتصادی مطرح نیست، بلکه مسائل دیگری نیز دخیل ا ند. در واقع یک شخص باید تصمیم بگیرد که آیا زندگی اش در حال خاتمه یافتن است یا خیر؟ یا اینکه آیا زندگی شان ارزش نجات دادن را دارد یا نه؟ البته در مواقع که مریض نمی‌تواند به دلیل وضعیت بد سلامتی اش مانند کما، خود تصمیم گیرنده باشد، این تصمیم باید از جای دیگری بیاید. و تعریف مسئله «جای دیگر» در فلسفه سلامت، امر بسیار مشکلی بوده‌است.

### اخلاق طبی
در حالیکه اخلاق زیستی به مطالعه موضوعات گسترده‌تر مانند ماهیت ویژه بدن انسان و نقش علم و فناوری در سلامت می‌پردازد، اما اخلاق طبی به صورت خاص روی تطبیق اصول اخلاقی در حوزه طب متمرکز می‌باشد. ریشه اخلاق طبی به نوشته‌های سقراط بر می‌گردد و روش‌های طبی اغلب از جانب افلاطون و ارسطو به عنوان مثال در مباحث اخلاقی استفاده می‌گردید. با این حال، این حوزه به عنوان یک حوزه سازمان یافته، حوزهٔ بزرگ و نسبتاً جدید مطالعاتی در اخلاق است. یکی از وعده‌های اصلی اخلاق پزشکی، عبارت از «ارتقاء معیارهای ارزشیابی مربوط به پیامدهای برنامه‌ها و معالجات مربوط به سلامت است؛ این معیارها به صورتی چینش یافته‌اند تا سیاست سلامت را هدایت کنند فلذا باید قابلیت این را داشته باشند تا بتوان آن‌ها را بر روی تعداد قابل توجهی از مردم اعمال نمود و این حتی شامل کل جوامع نیز می‌شود.» اصطلاحاتی چون خیر اندیشی و ضرر نرساندن، جهت حاصل کردن یک درک کلی از اخلاق طبی خیلی مهم هستند؛ بنابراین، درک ابتدایی از عوامل گوناگون که در رابطهٔ بین پزشک و مریض وجود دارد، اهمیت می‌یابد.

### اخلاق پرستاری
اخلاق پرستاری همانند اخلاق طبی دارای تمرکز بسیار مشخصی است، به ویژه زمانیکه با حوزه گسترده اخلاق زیستی مقایسه گردد. اساساً «اخلاق پرستاری را می‌توان به عنوان یک اصطلاح با دو لبهٔ مفهومی تعریف نمود»، که عبارت است از «بررسی تمامی انواع موضوعات اخلاقی و اخلاق زیستی از لحاظ نظری و عملی در پرستاری». این تعریف، با اینکه خیلی مبهم است، در قلب روش‌ها و رویکردهای نظری پرستاری قرار دارد. انجمن پرستاران آمریکا (ANA) یک مصوبه اخلاقی را تصویب نموده که در آن روی «ارزش‌ها» و «داوری‌های مبتنی بر ارزیابی» در تمامی عرصه‌های حرفه پرستاری تأکید کرده‌است. اهمیت ارزش‌ها به‌طور روزافزون در تمامی ابعاد سلامت و تحقیقات سلامت در حال شناخته شدن است. و چون موضوعات اخلاقی در حوزه پرستاری خیلی متداول است، پس قابلیت شناسایی و پاسخ دادن به وضعیت‌های که مستلزم اتخاذ یک تصمیم اخلاقی است، خیلی مهم پنداشته می‌شود. یک پرستار تلاش می‌کند تا از حقوق، امنیت و سلامت تمامی مریضان محافظت نموده و ترویجشان کند. گرچه این‌ها وظایف واضح پرستاری هستند، اما تمامی افراد حرفه پرستاری باید با هم کار و همکاری نمایند تا حقوق و نیازهای مریضان برآورده شود.

### اخلاق تجاری
ایجاد توازن میان هزینه سلامت و کیفیت سلامت یکی از مسائل اساسی در فلسفه سلامت است. در کانادا و برخی کشورهای اروپایی، دولت‌های دموکراتیک در تشخیص اینکه چه مقدار از مالیات مردم باید به پروسه سلامت اختصاص داده شود، نقش اساسی ایفا می‌کنند. در ایالات متحده آمریکا و برخی دیگر از کشورهای اروپایی، شرکت‌های خصوصی بیمه سلامت و نهادهای دولتی مسئول این عمل پر مخاطره ایجاد توازن میان زندگی و مرگ هستند. طبق گفته متخصص اخلاق طبی لئونارد جی. ویبر «سلامت با کیفیت به معنی سلامتی است که از نظر هزینه بهره‌ور باشد» اما «سلامت گران‌قیمت تر به معنی سلامت با کیفیت تر نیست» و «باید حداقل استانداردهای کیفی برای تمامی مریضان مدنظر گرفته شود.» بدون در نظر گرفتن وضعیت بیمه سلامتشان. این جمله بدون شک منعکس کننده افکار مختلفی است که وارد تصویر بزرگتر تحلیل هزینه-فایده برای سلامت می‌شود. جهت روان‌سازی چنین فرایند طاقت فرسایی، سازمان‌های سلامت همچون BlueCross Blue Shield، تعداد زیادی مأمور احصائیه (که به‌طور محاوره‌ای از آن‌ها به «تنظیم کنندگان بیمه» یاد می‌شود) را استخدام نموده‌اند تا یک توازن مناسب میان هزینه، کیفیت و نیاز به خدمات سلامت را در برنامه سلامت بیماران برقرار نمایند. قاعده‌ای کلی در صنعت بیمه سلامت به قرار زیر است:
باید کم هزینه‌ترین معالجه فراهم گردد، مگر این که شواهدی قوی وجود داشته باشد که معالجه پرهزینه تر به احتمال زیاد نتیجه بهتری در برخواهد داشت.
این قاعده کلی در سازمان‌های مربوط به سلامت «شاید یکی از بهترین عباراتی است که معنی عملی مباشرت منابع را بیان می‌کند»، به ویژه چون «زمانی که گزینه‌های مختلفِ قابل قبول درمانی موجود باشد، انبوهی مدارک برای توجیه مداخلات گران‌قیمت تر موجود بوده در حالی که چنین مدارکی برای مداخلات کم هزینه تر موجود نیستند.» و نهایتاً، ددعاوی بیهوده به عنوان اصلی‌ترین علل افزایش هزینه‌های سلامت عنوان شده‌است.

### اخلاق دینی

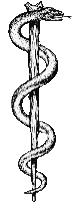
چوب اسقلبیوس، خدای سلامتی و پزشکی یونان باستان. این نماد، توسط سازمان‌های سلامتی در مقیاس جهانی آداپته شده‌است.

انواع مختلف مذاهب اغلب در بحث سلامت به هم گره خورده‌اند، لذا برخی از متخصصین یک نوع احساس تکلیف الهی دارند تا برای مراقبت از دیگران تلاش کنند. در یونان باستان، عدم موجودیت نهادهای سلامت نظام‌مند، مراقبت از «گداها و بی‌نوایان» که به ptwchos شناخته می‌شدند را برای اجتماع دشوار ساخت.: 117  بعد از ظهور یهودیت و پس از آن مسیحیت، متون دینی از «بخشایش‌های ویژه اقتصادی و سیاسی» در جوامع بزرگ پدرسالار، برای آنهای که بینوا تلقی می‌گشتند پشتیبانی نمود. نقش پدرسالارانه هم در مرکز اجتماع در مقیاس بزرگ و هم در واحد خانواده بدین معنی بود که یتیمان و بیوه زنان از جمله بینوایان محسوب می‌شدند، و این احساس در تعریف عهد عتیق از فقیر نیز انعکاس داده شده که شامل افراد لنگ/شل، نابینا و زندانی‌ها نیز می‌گردد.: 117–119  اسطوره سازی اسقلبیوس در سنت یونانی و رومی منعکس کننده تغییر تاریخی مکان‌های عبادی به مکانی جهت خدمات سلامت است.: 166 
مفهومی که در توسعه سلامت نقش حیاتی داشته چه در متون مقدس دنیای غرب و چه شرق به آن اشاره شده، تقدس زندگی است. طبق این مفهوم، به ما دستور داده می‌شود تا قبل از مداخله در تمام انواع حیات، رفتاری بزرگ منشانه داشته چرا «که این امر باعث می‌شود تا دست کم به ماهیت و هدف آن حیات مقداری توجه صورت پذیرد.»: 167  احترام گذاشتن به زندگی انسان در فرهنگ غربی به «تصویر خدا» بر می‌گردد، که بیان می‌کند: انسان‌ها توسط خدا به گونه‌ای خلق شده‌اند که شباهت با موجودیت خود او دارد؛ یعنی، متخصصین خدمات سلامت نباید مریضان/مشتریان خود را تنها انسانی بپندارند که با درد دسته و پنجه نرم می‌کند، بلکه باید دید خدا گونه‌ای به آنها داشته باشند.: 167 
پس از انقلاب صنعتی و آغاز قرن بیستم، چهره طب مدرن تغییر نمود. با این حال، در دهه‌های اخیر، تنش‌های میان سلامت و تعالیم دینی ایجاد شده و باعث ایجاد نابرابری‌هایی میان «حقوق» دریافت کنندگان و فراهم کنندگان خدمات سلامت شده‌است.: 426  اقدامات قانونی به منظور تحکیم حقوق فراهم کنندگان سلامت از نقطه نظر اعتقادات دینی آنها صورت گرفته‌است. یکی از مثال‌ها دراین رابطه عبارت از «مادهٔ ضمیر» است، که می‌کوشد تا به ضمیر یک شخص امتیازاتی را هنگام رویارویی با قوانین اعطا کند.: 426  به عبارت دیگر، قوانینی وجود دارد که هدف آن محافظت از ارائه دهندگان خدمات است در حالتی که آنها نسبت به دلایل اخلاقی یا دینی از درگیر شدن در برخی خدمات سلامت خودداری می‌نمایند.
حقوق افراد یا سازمان‌های دینی تنها مسئله‌ای شخصی یا سلیقه‌ای نیست، بلکه ارزش قانونی بین‌المللی نیز دارد. عواقب اخلاقی پرونده‌های دادگاه عالی، مانند قضیه بورول وی. هابی لابی، این ظرفیت را دارد تا دیدگاه اشخاص و دولت‌ها را نسبت به دینداری تغییر دهد، چون با بحث سلامت مرتبط است.